# Hecalus dentatus
Hecalus dentatus är en insektsart som beskrevs av Dash och Chandrasekhara A. Viraktamath 1997. Hecalus dentatus ingår i släktet Hecalus och familjen dvärgstritar. Inga underarter finns listade i Catalogue of Life.